# Harry Isaacs (Pianist)
Harry Isaacs (* 3. Juni 1902 in London; † 9. Dezember 1973) war ein englischer Pianist und Musikpädagoge.
Isaacs studierte an der Royal Academy of Music und war dort von 1927 bis zu seinem Tod Professor für Klavier. Er war viele Jahre Duopartner des Pianisten York Bowen, begleitete das Griller Quartet und gründete 1946 das Harry Isaacs Trio. Als Solist trat er in der Wigmore Hall auf und war Gast bei den Proms.

## Quelle
- W. Rubinstein, Michael A. Jolles (Hrsg.): The Palgrave Dictionary of Anglo-Jewish History, Springer, 2011, ISBN 978-0-230-30466-6, S. 454

| Personendaten    | Personendaten                        |
| ---------------- | ------------------------------------ |
| NAME             | Isaacs, Harry                        |
| KURZBESCHREIBUNG | englischer Pianist und Musikpädagoge |
| GEBURTSDATUM     | 3. Juni 1902                         |
| GEBURTSORT       | London                               |
| STERBEDATUM      | 9. Dezember 1973                     |